# 캄브로라스테르
캄브로라스테르(학명: Cambroraster falcatus 캄브로라스테르 팔카투스[*])는 후르디아과에 속하는 멸종한 절지동물로 캄브로라스테르속의 유일한 종이다. 표본 수 백 점이 버지스 셰일에서 나왔으며 2019일자 논문에 실렸다.

## 학명의 유래
속명 캄브로라스테르는 캄브리아기의 '갈퀴'(rastrum)라는 뜻을 가지고 있으며 종소명은 화석이 처음 발견되었을 때에 배갑각이 마치 스타워즈의 밀레니엄 팔콘을 닮아 falcanus가 되었다.

## 해부적 특징

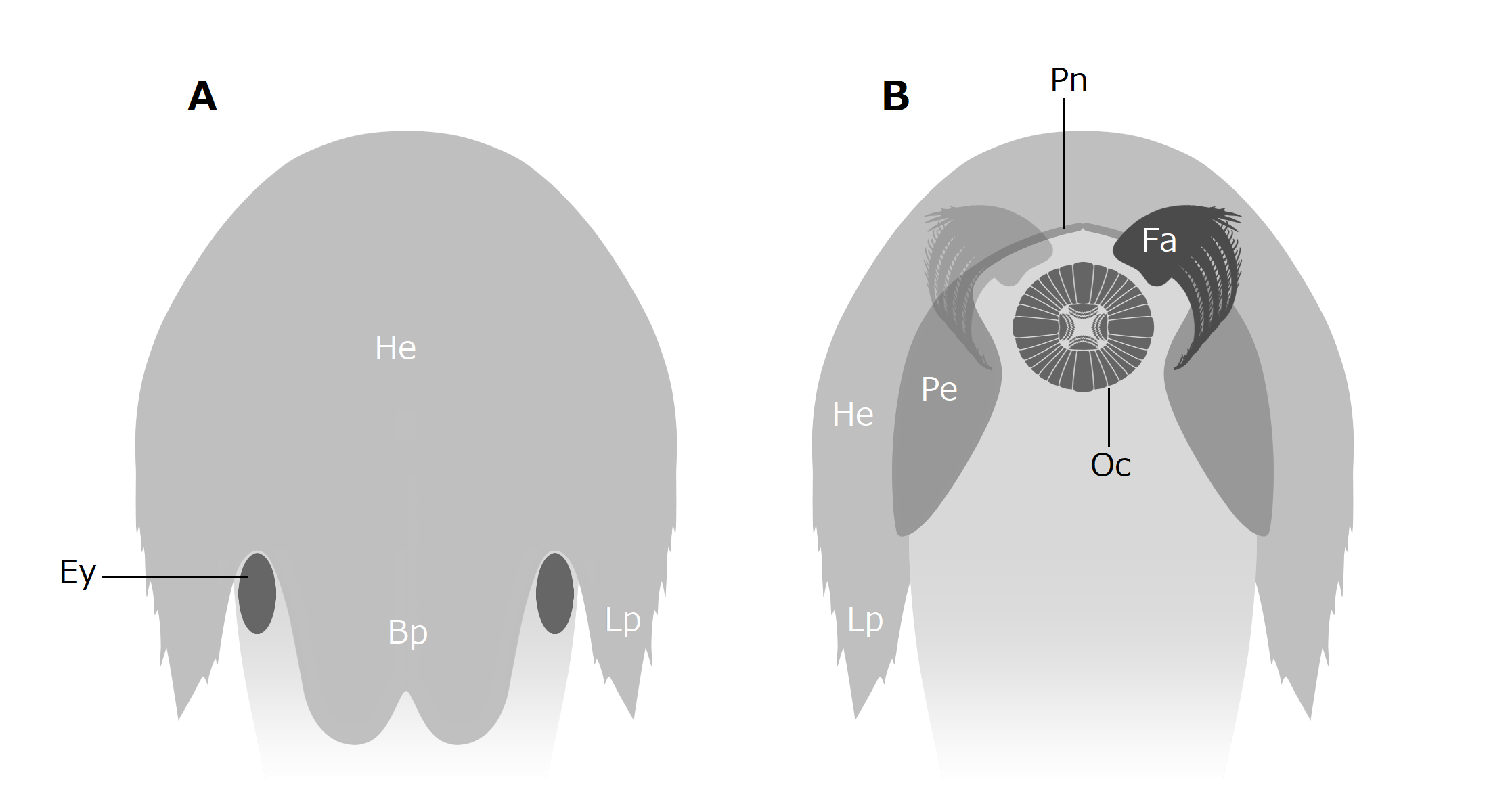
캄브로라스테르의 머리 복원도 A: 윗면, B: 아랫면, Ey: 눈, Fa: 전방부속기, He:H-갑각, Bp: 후방 이엽융기부, Lp: 측후방 융기부, Oc: 구주, Pe: P-갑각, Pn: P-갑각 덜미

당대의 동물 중 큰 축에 속하며 티타노코리스(약 50cm)보다 작은 크기(30cm)이다. 확연히 드러나는 특징으로 머리 위로 넓다란 면적을 자랑하는 말굽 모양의 배갑각(H-요소)이 있으며, 갈고리 돌기가 달린 짧은 전방부속지와 잘 발달한 구주로 침전물을 현탁하여 섭취했을 가능성이 있다.

## 생태 및 분류
원래는 캄브로라스테르가 먹이를 먹으려 침전층을 전방부속기로 현탁하는데 사용했을 것으로 추정되었으나 후속 연구에서는 다른 학자들에 의해 캄브로라스테르가 여과섭식자라는 가설을 얻었다.
캄브로라스테르의 두 번째 종은 중국 남부의 청장 생물군에서 발견되었으며 캄브리아기 중국에서 최초의 비논쟁거리가 된 후르디아과 생물이 되었다. 이 종은 미숙한 배면 갑각만이 발견되었으며, 따라서 종명이 명명되지 않았다.

## 사진

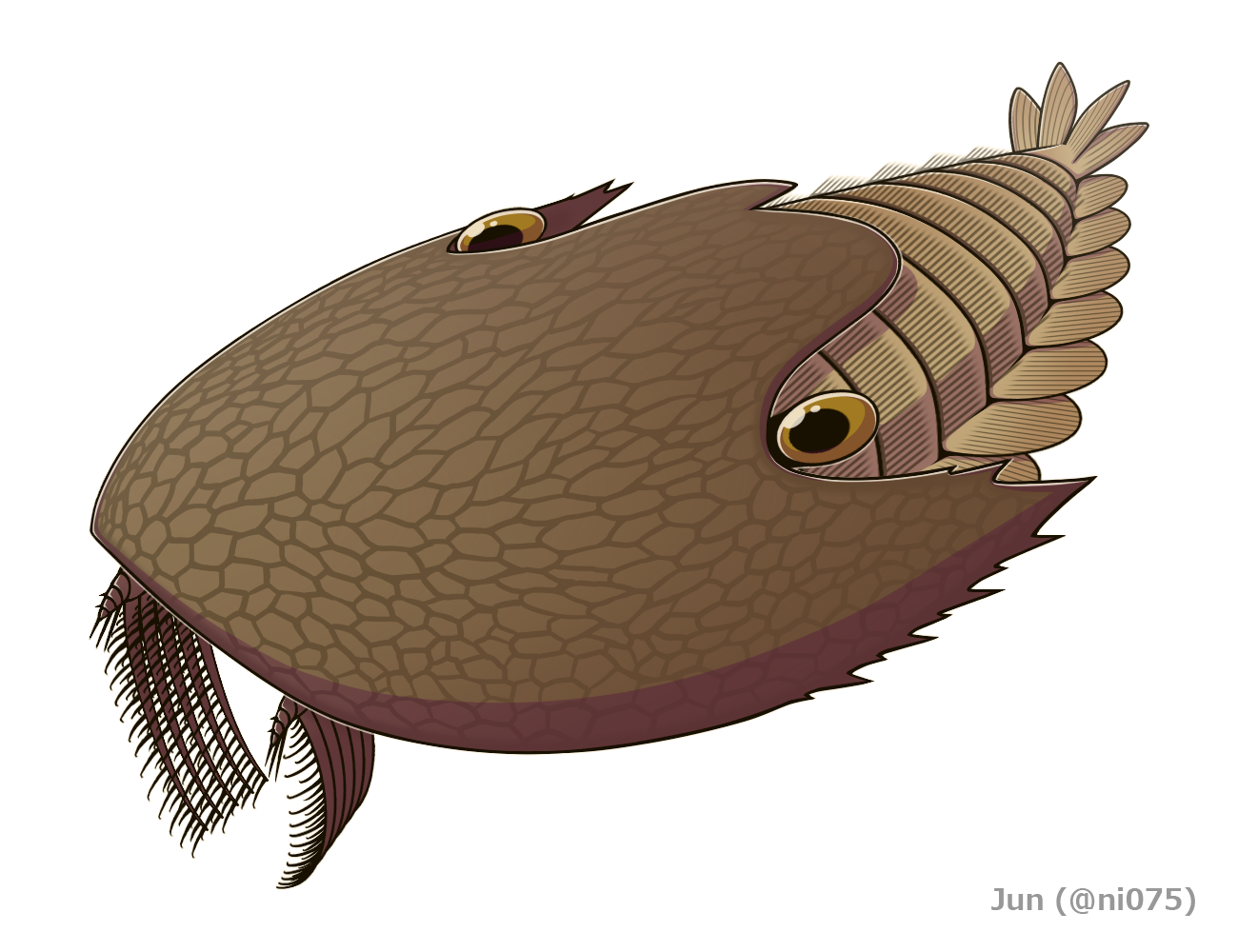
복원도
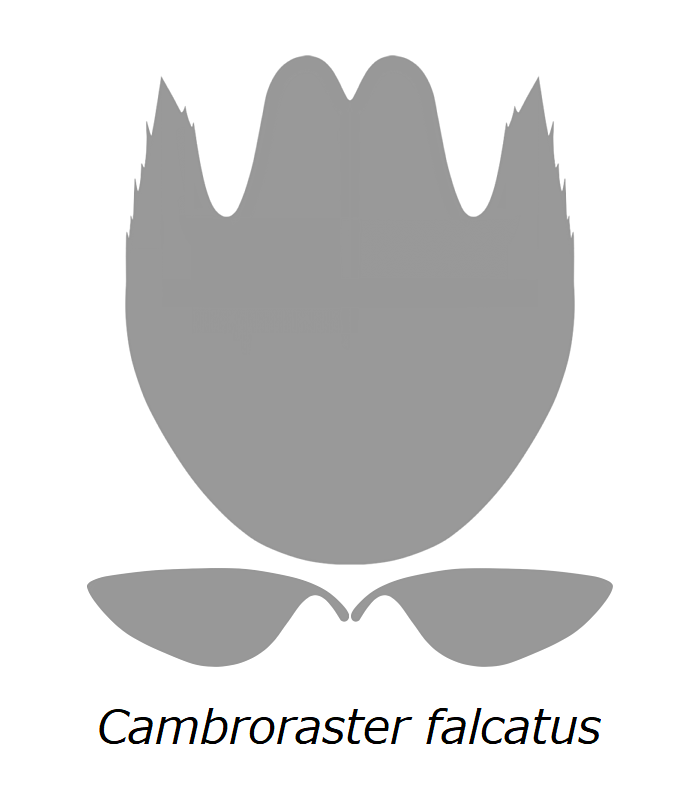
머리경판
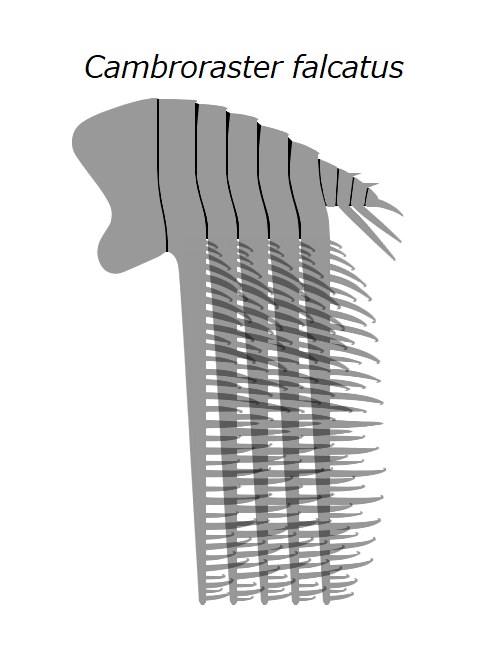
전방부속지
전방부속지의 가동 범위

## 같이 보기
- 아노말로카리스